# Ciotusza Nowa
Ciotusza Nowa [pronunciación en polaco: /t͡ɕɔˈtuʂa ˈnɔva/] es un pueblo ubicado en el distrito administrativo de Gmina Susiec, dentro delCondado de Tomaszów Lubelski, Voivodato de Lublin, en Polonia oriental. Se encuentra aproximadamente a 16 kilómetros al oeste de Tomaszów Lubelski y a 98 kilómetros al sureste de la capital regional Lublin.